# Estatilia Mesalina
Estatilia Mesalina (35-68) fue una patricia y emperatriz romana. Mesalina fue la tercera esposa del emperador romano Nerón y estuvo casada con él entre 66 y 68.

## Biografía
Las fuentes antiguas dicen poco de la familia de Mesalina, sin embargo, Suetonio afirma que era tataranieta de Tito Estatilio Tauro, general romano que obtuvo un triunfo y fue nombrado cónsul en dos ocasiones. Mesalina fue probablemente hija de Tito Estatilio Tauro Corvino, que fue cónsul en 44, estuvo implicado en un complot contra el emperador Claudio en 46, y fue obligado a suicidarse en 53. Otra posibilidad es que fuera hija de la hermana de Corvino, Estatilia Mesalina.
Su abuela fue Valeria Mesalina (no debe ser confundida con la emperatriz Valeria Mesalina, tercera esposa del emperador Claudio e hija de Marco Valerio Mesala Corvino, cónsul en 31 a. C.) Su primer marido fue el cónsul Marco Julio Vestino Ático, del que tuvo un hijo que murió en 58. Alrededor del año 65 se convirtió en amante de Nerón. Tras la muerte de la segunda esposa de Nerón, Popea Sabina, Vestino fue obligado a suicidarse en 66 y Nerón pudo casarse con Mesalina.
Mesalina no fue tan popular entre el pueblo romano como lo había sido su predecesora en el trono. Fue uno de los escasísimos componentes de la corte de Nerón que sobrevivió a la caída de su reinado. Tras la muerte de Nerón, Otón le prometió casarse con ella, pero el emperador se suicidó en 69.